# Uganda na Universíada de Verão de 2021
A Uganda participou da Universíada de Verão de 2021, que aconteceu em Chengdu, na China, entre 28 de julho e 8 de agosto de 2023.
Foram 34 atletas — 21 masculinos e 13 femininos — em quatro modalidades olímpicas.

## Competidores
Estas foram as modalidades e atletas que disputaram a edição:
| Esporte   | Masculino | Feminino | Total |
| --------- | --------- | -------- | ----- |
| Atletismo | 12        | 8        | 20    |
| Badminton | 4         | 3        | 7     |
| Natação   | 3         | 0        | 3     |
| Tênis     | 2         | 2        | 4     |
| Total     | 21        | 13       | 34    |

## Medalhas

### Medalhistas
Estes foram os medalhistas desta edição:
| Medalha | Esporte   | Atleta       | Prova               |
| ------- | --------- | ------------ | ------------------- |
| Ouro    | Atletismo | Dismas Yeko  | Masculino – 10 000m |
| Prata   | Atletismo | Knight Aciru | Feminino – 800m     |

### Por modalidade
Estas foram as medalhas por modalidade nesta edição:
| Esporte   | Medalha de ouro | Medalha de prata | Medalha de bronze | Total de medalhas |
| --------- | --------------- | ---------------- | ----------------- | ----------------- |
| Atletismo | 1               | 1                | 0                 | 2                 |
| Total     | 1               | 1                | 0                 | 2                 |